# Parafia św. Mikołaja w Reptach Śląskich
Parafia Świętego Mikołaja w Tarnowskich Górach-Reptach Śląskich – parafia rzymskokatolicka diecezji gliwickiej (dekanat Tarnowskie Góry).

## Historia parafii

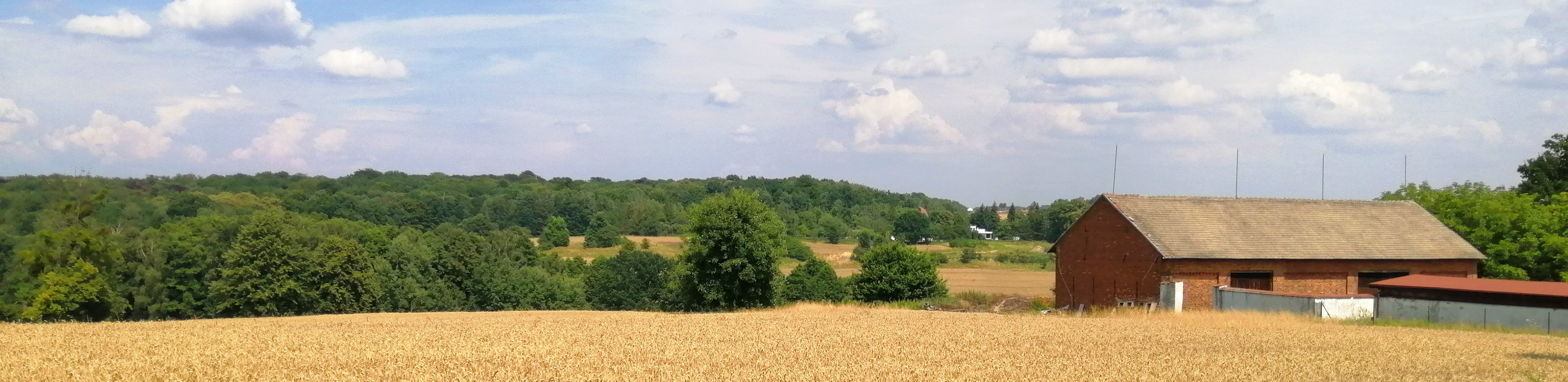
Panorama widoczna z kościoła parafialnego

Najstarsza wzmianka o wsi Repty pochodzi z roku 1201. Parafia wzmiankowana została w sprawozdaniu z poboru świętopietrza sporządzonym przez Andrzeja de Verulis pośród parafii dekanatu sławkowskiego diecezji krakowskiej w 1326 pod nazwą Rept i ponownie w 1327.
Dawny, murowany kościół został rozebrany w roku 1871. Budowę obecnego kościoła pw. św. Mikołaja ukończono w 1872 roku.

## Miejscowości i ulice należące do parafii
- Brzozowa, Długa, Gliwicka, Jaworowa, Kamienna, Myśliwska, Niemcewicza, Ks. Renka, Repecka, Reptowska (Ptakowice), Sadowa, Skowronków, Spokojna, Staszica, Waliski, Witosa, Wodociągowa, Żeromskiego